# BFG9000
BFG9000 — вымышленное футуристическое оружие, встречающееся во всех компьютерных играх серии Doom и Rage 2. В играх Quake II и Quake III Arena имеется похожее оружие, которое называется BFG10k. BFG9000 представляет собой тяжёлое ручное цельнометаллическое орудие, стреляющее зеленоватыми шарами-плазмоидами. Во всех играх серии BFG9000 является мощнейшим оружием, созданным людьми. Выстрел производит опустошающий эффект, нанося огромный урон всем противникам в зоне поражения. Большинство игр класса шутеров от первого лица обладают чем-то похожим, но лишь единицы столь же смертоносны и разрушительны.

## Этимология названия
В «Библии Doom» Тома Холла оружие называется BFG 2074, а аббревиатура BFG расшифровывается как англ. «Big Fucking Gun» («большая охуенная пушка»). Другие расшифровки, сделанные до опубликования этого документа, таковы: «Big Fragging Gun», «Big Funny Gun», «Big Fat Gun», «Blast Field Gun»; исходя из принципов работы данного оружия, логичным считается и «Blast Field Generator».
В книгах по мотивам игры название расшифровывается как «Big Freaking Gun». В руководстве пользователя к игре Quake II название расшифровывается как «Big, uh, freakin' gun».
В одноимённом фильме название расшифровывается как «Bio Force Gun», а «народное» название («Big Fucking Gun») на русский язык переведено как «Большое финишное глушило».
В Doom 2016 название оружия не расшифровывается, но одно из заданий последнего уровня игры, заключающееся в убийстве определённого числа демонов из BFG, называется «Big [redacted] Gun».
В Doom Eternal на испытаниях задания «Ядро Марса» название оружия было расшифровано как «очень большая пушка».
В фильме «DOOM Аннигиляция» 2019 года приводится расшифровка Big Fecal Gun (Большая говнопушка), в частности, это объясняется тем, что картриджи с плазмой очень быстро заканчиваются и пополнить боезапас попросту негде.

## Характеристики
В бета-версиях оригинальной Doom BFG стреляло множеством плазменных шаров красного и зелёного цветов. Однако большое количество движущихся объектов замедляло игру, и оружие было полностью переработано.
В коммерческой версии Doom BFG9000 использует для стрельбы энергетические ячейки (англ. energy cell), те же, что и плазмоган, расходуя по 40 единиц за каждый выстрел. Максимально возможный боекомплект — 600 ячеек. При выстреле оружие создаёт большой плазменный шар, который при попадании наносит от 100 до 800 единиц урона (урон кратен 100). Взрывной волны при этом не создаётся, что позволяет безопасно стрелять в упор. После взрыва снаряда внутри сектора, угол которого составляет 90°, биссектриса параллельна линии полёта шара, а вершиной является положение игрока в момент взрыва снаряда, генерируются 40 невидимых лучей. Каждый луч наносит урон от 49 до 87 единиц и может автоматически наводиться по высоте (как и любые другие патроны). Такой механизм позволяет уничтожать монстров, взрывая основной снаряд об угол комнаты, после чего сразу же входя в неё. Принцип действия остался неизменным в Doom II: Hell on Earth, Final Doom, Doom 64 и Doom RPG.
В Doom 3 и дополнении Resurrection of Evil оружие претерпело значительные изменения. У BFG9000 появился свой тип боеприпасов, который встречается достаточно редко. Одной ячейки плазмы BFG хватает на 4 выстрела; максимальный боекомплект — 8 ячеек (9 в Doom 3: Resurrection of Evil). Каждый плазменный шар содержит компьютерный чип, который во время полёта шара наводит на находящихся недалеко врагов луч, наносящий дополнительный урон (подобный принцип действия был у BFG10k в Quake II). Взрыв самого шара наносит огромный урон при прямом попадании; этот урон ещё больше увеличивается взрывной волной в радиусе 15 метров. Помимо этого, удерживая спусковой крючок, можно аккумулировать заряд ячейки, увеличивая мощность выстрела. Используя полный заряд ячейки, можно одним выстрелом убить любого монстра, кроме боссов. При этом, если удерживать спусковой крючок слишком долго, оружие перегреется и взорвётся, в результате чего игрок погибнет. Также из-за наличия взрывной волны опасно использовать BFG9000 в ближнем бою.
В игре 2016 года, а также в её продолжении основные изменения по сравнению с Doom 3 не столь значительны. Принцип действия остался прежним, однако был значительно увеличен наносимый урон. Помимо этого сам заряд после прямого попадания стал способен на несколько секунд парализовать противника. Максимальный боекомплект сократился до 3-х единиц (в Doom Eternal боекомплекта хватает лишь на два выстрела), причём его невозможно увеличить при помощи Аргент-ячеек/кристаллов Стражей, также исчезла возможность аккумулировать заряд. Оружие существует в обеих играх в единственном экземпляре.

### BFG10K

BFG 10k в Quake II

BFG10K (или BFG10000) — это мощнейшее вымышленное оружие, используемое в шутерах от первого лица Quake II и Quake III: Arena (хотя в этих играх варианты орудия различаются).
BFG10K в Quake II сходен по размерам и функциям с BFG9000 в Doom: является удерживаемой двумя руками ручной пушкой. При стрельбе орудию требуется несколько секунд для перезарядки, а выстрел представляет собой большие, раскалённые шары зелёной плазмы (почти такие же, как и в Doom), которые плавно «летят» в направлении выстрела. При полёте плазменные шары поражают находящихся поблизости врагов зелёным лазером, а взрываясь, наносят колоссальный ущерб всему, что находится вокруг эпицентра взрыва.
BFG10K в Quake III, хотя и имеет то же название, представляет собой совершенно иное оружие: здесь это скорострельная пушка, производящая пять выстрелов быстро летящей плазмы в секунду, каждый из которых наносит 100 единиц урона при прямом попадании (как «ракетница» и «рейлган») и довольно серьёзные повреждения при близком разрыве, — она больше напоминает плазмаган из оригинала.
В Doom Eternal также присутствует BFG 10000 и представляет собой орудие гигантских размеров, построенное людьми на Фобосе в качестве рубежа противодействия демонам, и способное уничтожить целую планету. Источником питания для неё является BFG 9000.

## Восприятие
Сайт UGO.com поставил BFG 9000 на первое место списка лучшего оружия в видеоиграх за всю историю, написав, что «оно было невероятно высокотехнологичным, и можно смело утверждать, что оно останется одним из опаснейших оружий в истории». Сайт X-Play оценил его как номер один в своём списке лучшего оружия «задир», отметив, что «конечно, оно не столь причудливо, как гравитационная пушка», но «вызывало настоящий восторг». Сайт IGN также включил BFG в список из десяти лучших видов оружия в видеоиграх, поместив его туда под номером десять. Сайт Machinima.com назвал его номером один в своём списке лучшего оружия в видеоиграх, написав, что «нужно ли пояснять, почему оно стоит первым в списке?».